# 터웨이

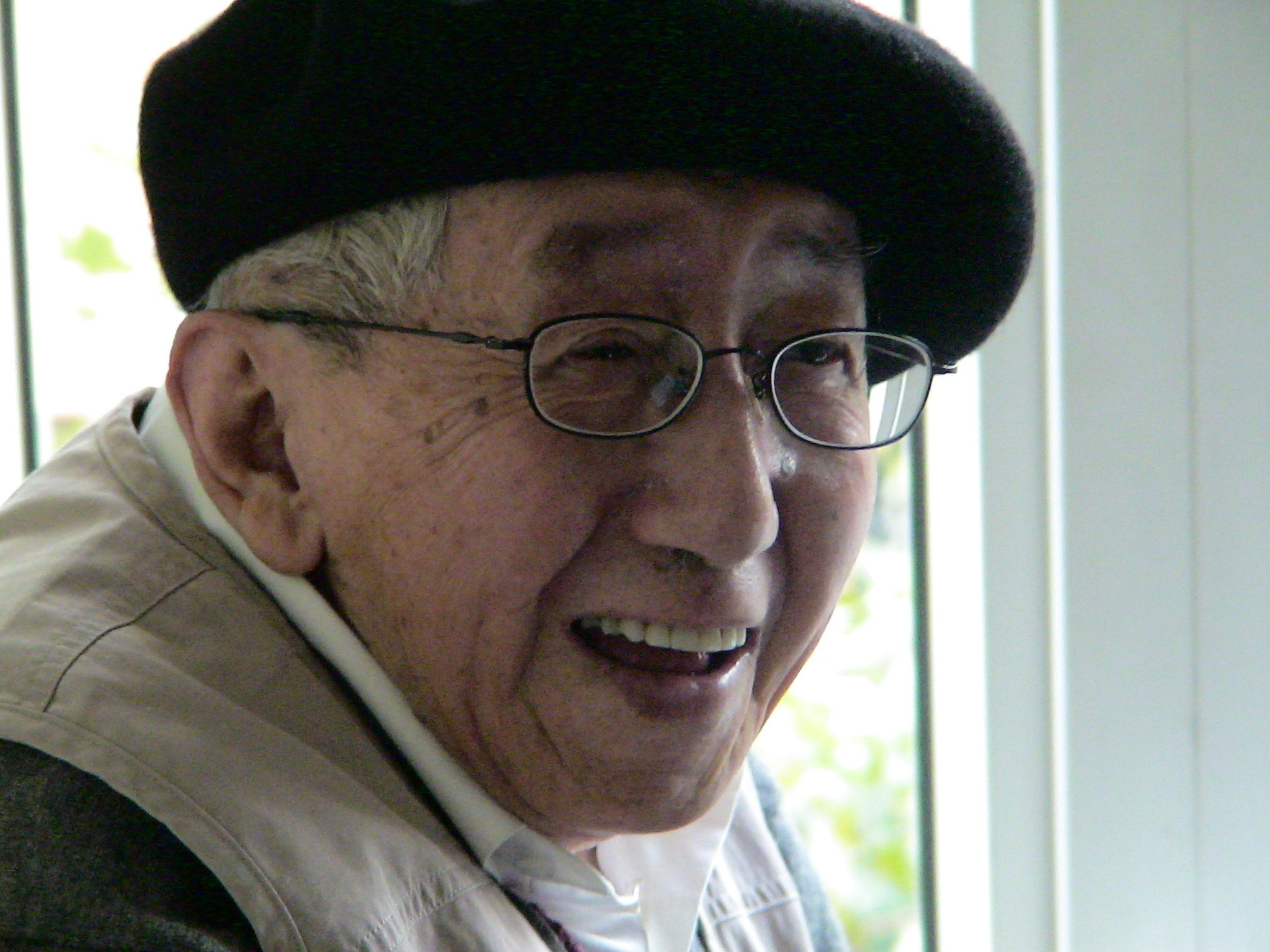

터웨이(중국어 간체: 特伟, 정체자: 特偉, 병음: Tè Wěi, 1915년 8월 22일 상하이 ~ 2010년 2월 4일 상하이시)는 중국 만화 예술가이자 애니메이터였다. 아마도 1956년 단편 애니메이션 영화 〈오만한 장군〉으로 잘 알려져 있다. 1960년경부터 그는 화가 제백석의 영향을 받은 수묵 애니메이션 스타일로 작업했다. 문화대혁명 기간 동안 애니메이션을 계속할 수 없었던 터웨이는 1970년대 후반과 1980년대 회화적 스타일의 애니메이션 시리즈를 통해 예술적 영향력의 지위를 되찾았다.

## 작품
- 〈오만한 장군〉(骄傲的将军), 1956년
- 〈엄마 찾는 올챙이〉(小蝌蚪找媽媽), 1960년
- 〈피리 부는 목동〉(牧笛), 1963년
- 〈필링 프롬 마운틴 앤드 워터〉(산수정, 山水情), 1988년